# 普拉夫河
普拉夫河（烏克蘭語：Плав）是東歐的河流，流經烏克蘭和白俄羅斯，屬於斯特維加河的支流，流經波列斯卡亞低地，河道全長46公里，流域面積419平方公里。